# George Jacobus Johannes van Os

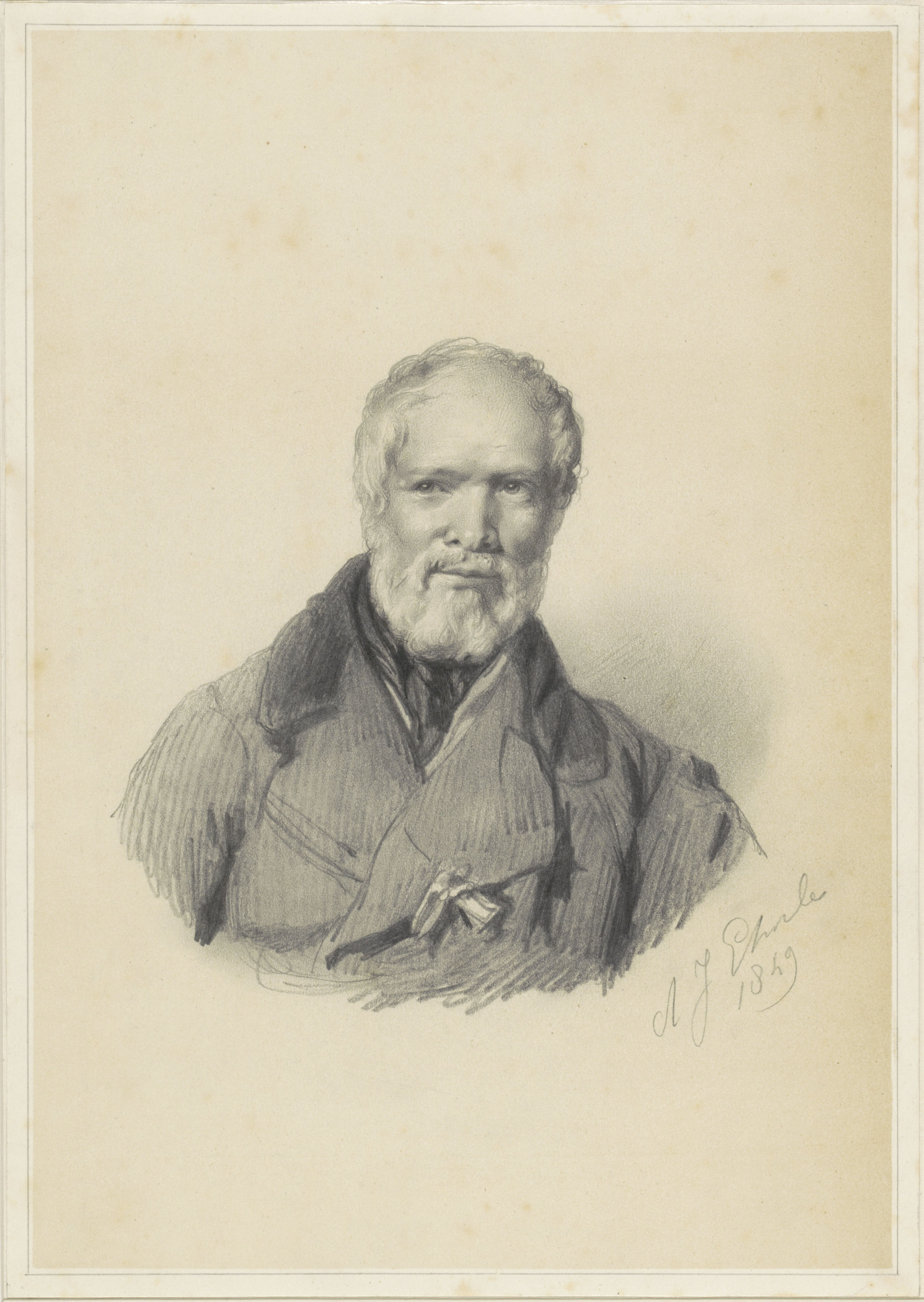
Porträt G.-J.-J. van Os angefertigt von Adrianus Johannes Ehnle

George Jacobus Johannes van Os, auch Georgius Jacobus Johannes van Os, (* 20. November 1782 in Den Haag; † zwischen dem 11. und 24. Juli 1861 in Paris) war ein niederländischer Lithograf, Blumen-, Landschafts- und Porzellanmaler.

## Leben und Werk
Van Os war ein Sohn Blumen- und Marinemalers Jan van Os (1744–1808) und dessen Ehefrau der Porträtzeichnerin Susanna de la Croix. Er hatte einen älteren Bruder Pieter Gerardus van Os (1776–1839), der Tiermalers wurde und eine ältere Schwester Maria Margrita van Os (1780–1862), die sich als Blumenmalerin und Zeichnerin naturhistorischer Objekte betätigte. Van Os war ein Schüler seines Vaters und bildete sich auf auch autodidaktisch aus. Wie sein Vater malte überwiegend Blumenstillleben und Obststücke. Er zeichnete die meisten Pflanzen und Blumen zu der Flora batava von Jan Kops. 1809 gewann er mit einer Zeichnung einen Ehrenpreis der Felix-Meritis-Gesellschaft, ließ sich in Amsterdam nieder und begann mit der Ölmalerei.
In den Ausstellungen waren seine Bilder von Blumen, Früchten und totem Wild in der Manier des Jan van Huysum zu sehen. Im Jahr 1812 oder 1822 ging er nach Frankreich, wo er als Porzellanmaler in der Manufacture royale de porcelaine de Sèvres arbeitete. Im selben Jahr gewann er in der Ausstellung in Paris einen goldenen Ehrenpreis. Er schuf Dekorationen mit Blumen und Früchten und malte daneben auch Vögel und Federwild oder fertigte Landschaftsbilder. 1817 wurde er in Sèvres fest angestellt und wohnte seit 1822 in Paris, wechselte zeitweise um 1849 zwischen Paris (Wintermonate) und Haarlem (Sommermonate) und kehrte schließlich dauerhaft nach Paris zurück.
Van Os arbeitete zeitweise mit erhielt mehrere Preise für seine Werke, so unter anderem 1841 eine Goldmedaille in der Ausstellung in Den Haag für ein Blumenbild und 1843 erwarb die Königin drei Blumenarrangements von ihm. Auch für ein Früchtestillleben, das er während der Rubbensfestivitäten in Antwerpen zeigte, wurde prämiert. Bei einer Versteigerung in De Haas erzielte eine seiner Zeichnungen mit Blumen und Früchten einen hohen Erlös. Auch andere seiner Werke erzielten ansehnliche Preise bei Versteigerungen. Er zeichnete auch auf Stein und war Mitglied der Akademie der Schönen Künste in Amsterdam. Während seiner Spaziergänge durch Paris entstanden in den Jahren von 1844 bis 1859 zahlreiche Skizzen, die er auf jeglicher Art von Papier, auch auf der Rückseite von Visitenkarten oder einem Kalenderblatt, festhielt. Zu seinen Schülern gehörten unter anderem Albertus Jonas Brandt (1788–1821) und Dirk Jan Hendrik Joosten (1818–1882).

## Auszeichnungen (Auswahl)
- Ritter des Leopoldsordens
- Ritter des Ordens vom Niederländischen Löwen

## Werke (Auswahl)

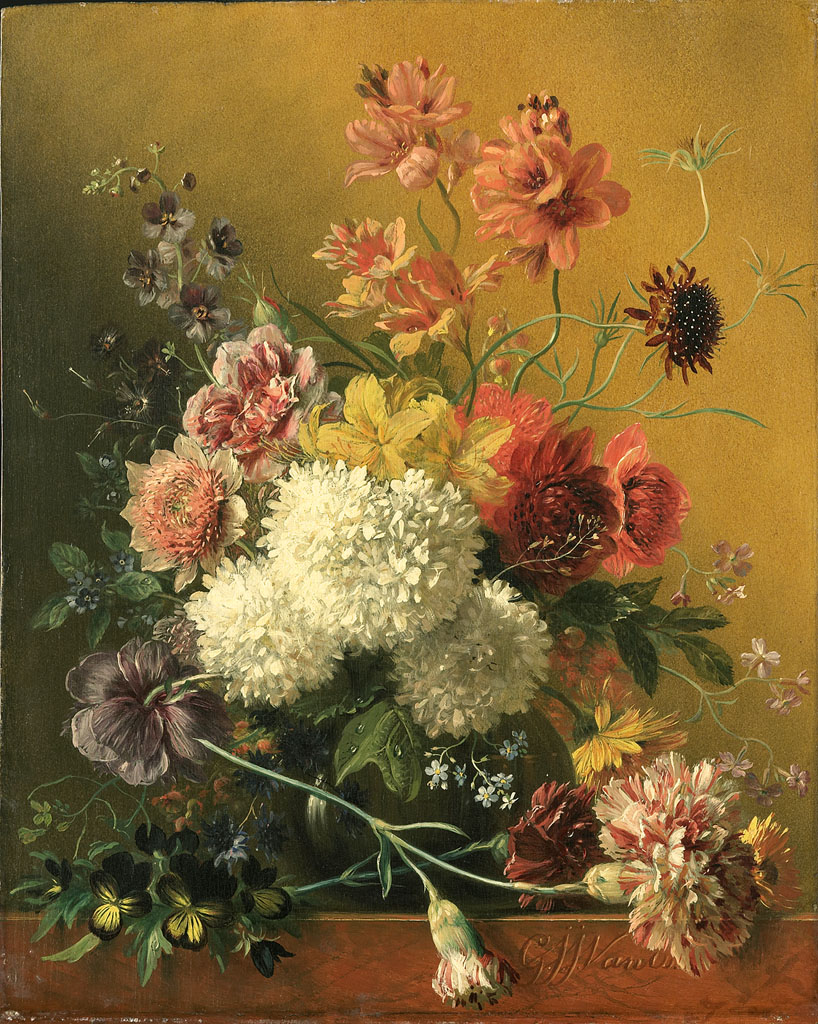
Blumenstillleben

- Jan Kops: Flora Batava / Afgebeeld door en van wegens J. C. Sepp en Zoon; beschreven door Jan Kops. J. C. Sepp en Zoon, Amsterdam 1800 (Zeitschrift, nur Band 1 erschienen).